# مقبره سرباز گمنام

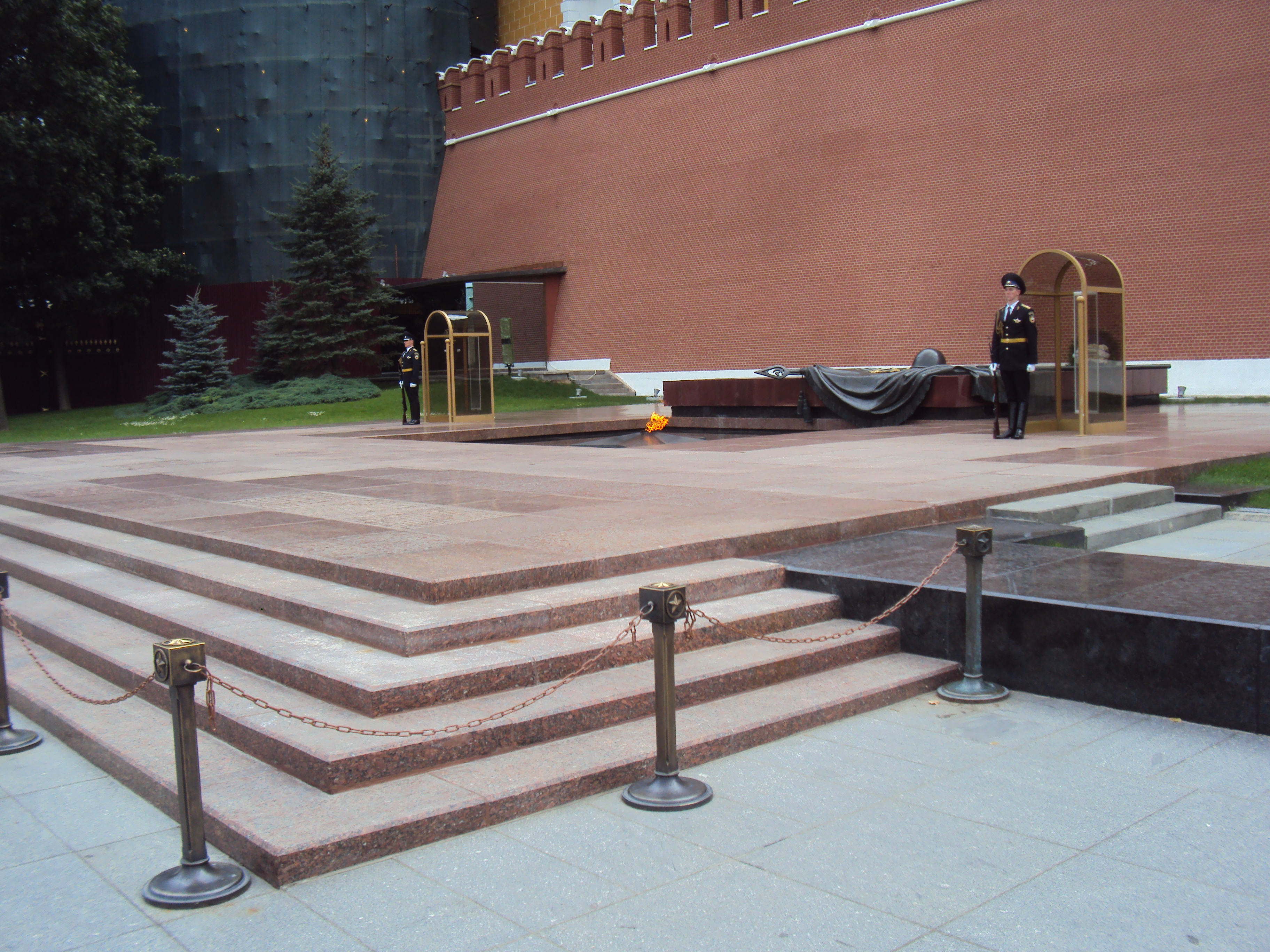
آرامگاه سرباز گمنام، مسکو

آرامگاه سرباز گمنام اشاره به یک بنای یادبود اختصاص داده شده به خدمات یک سرباز گمنام و به یادبود از تمام سربازان کشته شده در هر جنگی است. چنین مقبره‌ها را می‌توان در بسیاری از کشورها یافت و معمولاً آثار ملی برجسته ای هستند. در طول تاریخ، بسیاری از سربازان در جنگ جان باختند بدون آنکه هویتشان مشخص شود. پس از جنگ جهانی اول، یک جنبش برای یادبود این سربازان به صورت یک آرامگاه که حاوی جسد یک سرباز گمنام است به راه افتاد.